# Anabarhynchus whitei
Anabarhynchus whitei är en tvåvingeart som beskrevs av Lyneborg 2001. Anabarhynchus whitei ingår i släktet Anabarhynchus och familjen stilettflugor. Inga underarter finns listade i Catalogue of Life.